# مقاطعة البنجاب (الراج البريطاني)
مقاطعة البنجاب(بالأردية: صوبہ پنجاب، بالإنجليزية: Punjab Province، بالفارسية: ایالت پنجاب): كانت إحدى رئاسات ومقاطعات الراج البريطاني. تم ضم معظم منطقة البنجاب إلى شركة الهند الشرقية في 29 مارس 1849؛ وكانت واحدة من آخر المناطق في شبه القارة الهندية؛ التي وقعت تحت الحكم البريطاني.